# Sebastian Richter (Neonazi)
Sebastian Richter (alias Sepp Hagen) (* 1982 oder 1983) ist ein deutscher Politiker (Die Heimat – vormals NPD) und Neonazi-Kader. Er war von Dezember 2014 bis Januar 2018 Bundesvorsitzender des NPD-Jugendverbandes Junge Nationaldemokraten (JN). Zuvor war er Aktivist der 2009 vom Bundesministerium des Innern verbotenen Heimattreuen Deutschen Jugend (HDJ). Er wird innerhalb der Heimat dem radikal-völkischen bzw. offen neonazistischen Flügel zugeordnet. Er ist Inhaber des mecklenburg-vorpommerischen Unternehmens Norddeutscher Baumdienst.

## Politischer Werdegang
Richter wurde im Dezember 2010 zum stellvertretenden Bundesvorsitzenden der JN gewählt. Bereits zuvor war er innerhalb der JN Leiter deren Unterorganisation IG Fahrt und Lager, die wenige Monate nach dem HDJ-Verbot gegründet worden war. Bis zum Verlust der Mandate im Kreistag des Landkreises Ludwigslust-Parchim war Richter Geschäftsführer der dortigen NPD-Kreistagsfraktion. Im Dezember 2014 wurde Richter zum Bundesvorsitzenden der JN gewählt, nachdem die sächsischen Vorstandsmitglieder um den ehemaligen Vorsitzenden Andy Knape seit der sächsischen Landtagswahl nicht mehr in Erscheinung getreten waren und Knape selbst von seinem Amt zurückgetreten war. In der zur Wahl vom Jugendverband veröffentlichen Pressemitteilung wird u. a. von Richter erklärt, dass sein Ziel es ist, „die JN zu dem machen, was sie immer sein wollte: Kaderorganisation einer nationalistischen Partei.“ Sie solle „nach innen bedingungslos ein Leitbild verfolgen, welches sich an Geschichte, Genetik und Schicksal unseres Volkes ausrichtet.“
Die Journalistin Andrea Röpke bezeichnet Richter ebenso als „führenden Drahtzieher“ der Spreelichter, die im Juni 2012 vom brandenburgischen Ministerium des Innern verboten wurden.